# 谷口めぐ
谷口 めぐ（たにぐち めぐ、1998年〈平成10年〉11月12日 - ）は、日本のアイドルであり、女性アイドルグループAKB48の元メンバーである。
東京都出身。A.M.Entertainment所属。

## 略歴
2013年1月19日、AKB48 第15期生オーディションの最終審査に合格。
2014年4月14日、仮研究生から研究生に昇格。
同年10月3日、チームA 5th Stage「恋愛禁止条例」リバイバル公演にて、チームAへの正規メンバー昇格が発表される。
2015年3月25日、さいたまスーパーアリーナで開催された『AKB48ヤングメンバー全国ツアー〜未来は今から作られる〜』の初日公演において、新ユニット「でんでんむChu!」への加入が発表される。
同年10月16日、著名人のプロデュースによるAKB48特別公演の第3弾として、ジャーナリストの田原総一朗氏が選曲・人選を行った「ド～なる?!ド～する?!AKB48」公演が初日を迎え、川本紗矢とともに同公演のWセンターを務めた。
2016年2月10日にチームAとして5年6か月ぶりの新公演となるチームA 7th Stage「M.T.に捧ぐ」が開幕し、初日公演にオリジナルメンバーとして出演。同年5月31日から6月18日にかけて投票が実施された『AKB48 45thシングル 選抜総選挙』にて69位で初ランクインを果たし、アップカミングガールズに選出された。
2017年12月8日に行われた『AKB48劇場12周年記念特別公演』において発表された新チーム体制への移行によって、2018年4月よりチームAからチームBへ異動となった。
2018年5月29日から6月15日にかけて投票が実施された『AKB48 53rdシングル 世界選抜総選挙』では33位となり、ネクストガールズのセンターに選出される。
2020年12月25日、A.M.Entertainmentに所属することが発表された。
2021年7月7日に放送が開始されたAKB48の冠番組『乃木坂に、越されました〜AKB48、色々あってテレ東からの大逆襲!〜』（テレビ東京系列）にて、9月29日にリリースされるAKB48の58thシングル『根も葉もRumor』の選抜メンバーが発表され、活動7年目にして初めてシングル表題曲の選抜メンバーに選ばれた。
同年10月2日放送のテレビ埼玉スペシャルドラマ「メディウムダイバー」で、テレビドラマ初主演を務める。
同年12月8日に開催された『AKB48劇場16周年特別記念公演』において組閣発表が行われ、チームBからチーム4へ異動することが発表された。
2022年11月16日、ファースト写真集『可愛さの理由』（KADOKAWA）を発売。後に重版が決定し、2023年6月24日に大阪にて記念イベントを開催した。
2023年5月1日、AKB48メンバーによるソロファンクラブプロジェクトの第一弾メンバーとして、同日よりソロファンクラブを開設。
2024年3月19日に行われた「僕の太陽」公演でAKB48からの卒業を発表した。
同年5月30日にAKB48劇場で卒業公演が行われ、同日をもってAKB48を卒業した。

## 人物
いちばん好きな映画に『ホーム・アローン』を挙げており、「主人公は8歳とは思えないほど頭がいい」「最後には笑いすぎて息ができないくらい」「大笑いな展開なのに最後には泣かせる」「クリスマスのは1と2を両方見る」と発言。
豆腐プロレス出演をきっかけにプロレスを趣味としており、2019年のランキングボックスの取材では好きなプロレスラーBEST3を挙げている。

### AKB48
愛称は、おめぐ。
AKB48加入前から横山由依のファン。

## AKB48での参加楽曲

### シングル選抜楽曲
- 『希望的リフレイン』に収録
  - 従順なSlave - 「Team A」名義
- 『僕たちは戦わない』に収録
  - カフカとでんでんむChu! - 「でんでんむChu!」名義
- 『唇にBe My Baby』収録
  - 君を君を君を… - 「次世代選抜」名義
  - やさしい place - 「Team A」名義
- 『君はメロディー』に収録
  - LALALAメッセージ - 「AKB48次世代選抜」名義
  - M.T.に捧ぐ - 「Team A」名義
- 『翼はいらない』収録
  - Set me free - 「Team A」名義
- 『LOVE TRIP/しあわせを分けなさい』に収録
  - 2016年のInvitation - 「アップカミングガールズ」名義
- 『ハイテンション』に収録
  - 抑えきれない衝動 - 「ウェイティングサークル」名義
- 『シュートサイン』に収録
  - アクシデント中 - 「AKB48 U-19選抜」名義
- 『願いごとの持ち腐れ』に収録
  - 点滅フェロモン
- 『#好きなんだ』に収録
  - 戸惑ってためらって - 「ネクストガールズ」名義
- 『11月のアンクレット』に収録
  - 微笑みの瞬間 - 「7秒後、君が好きになる。」名義
- 『ジャーバージャ』に収録
  - Position - 「AKB48若手選抜」名義
- 『Teacher Teacher』に収録
  - 新しいチャイム - 「Team B」名義
- 『センチメンタルトレイン』に収録
  - 友達じゃないか? - 「ネクストガールズ」名義
  - 百合を咲かせるか?
- 『NO WAY MAN』に収録
  - 池の水を抜きたい - 「池の水選抜」名義
- 『ジワるDAYS』に収録
  - Generation Change - 「AKB48カップリング選抜」名義
- 『サステナブル』に収録
  - 青春 ダ・カーポ  - 「AKB48カップリング選抜」名義
- 根も葉もRumor
  - 離れていても
- 元カレです
  - アンジー - 「Team 4」名義
- 『久しぶりのリップグロス』に収録
  - 運命の歌 - 「1st Generation」名義
- 『どうしても君が好きだ』に収録
  - Da Re Da - 「Universe Girls」名義
- 『アイドルなんかじゃなかったら』に収録
  - 君は僕を覚えてるかな? - 「2nd Campus」名義
- 『カラコンウインク』に収録
  - ライオンを狙え! - 「Universe Girls」名義

### アルバム選抜楽曲
- 『ここがロドスだ、ここで跳べ!』に収録
  - Oh! Baby! - 「Team A」名義
- 『0と1の間』に収録
  - Clap - 「Team A」名義
  - あれから僕は勉強が手につかない - 「でんでんむChu!」名義
- 『サムネイル』に収録
  - あの日の自分

### 配信限定楽曲
- 近いのに離れてる
- 恋人いない選手権

### 劇場公演ユニット曲
高橋チームA「恋愛禁止条例」公演
- ハート型ウイルス（島崎遥香・矢倉楓子のユニットアンダー）
- 恋愛禁止条例（武藤十夢のユニットアンダー）
- ツンデレ!（達家真姫宝のユニットアンダー）

横山チームK「RESET」公演
- 奇跡は間に合わない（鈴木紫帆里のユニットアンダー）

田原総一朗「ド〜なる?!ド〜する?!AKB48」公演
- 愛しさのアクセル（チームA 6th Stage「目撃者」）
- 思い出のほとんど（AKB48 2ndアルバム『1830m』収録曲）

チームA 7th Stage「M.T.に捧ぐ」
- リスケ（島崎遥香のユニットアンダー）
- She's gone
- 負け男（歌唱無し、ジゴロ役）

外山大輔「ミネルヴァよ、風を起こせ！」公演
- オフショアガール（2nd UNIT）
- 記憶のジレンマ

峯岸チームK「最終ベルが鳴る」公演
- ごめんね ジュエル（島田晴香のユニットアンダー）

「サムネイル」公演
- 過ち（岡田奈々・横山由依のユニットアンダー）

あおきー「世界は夢に満ちている」公演
- 制服ビキニ

高橋朱里→岩立チームB「シアターの女神」公演
- ロッカールームボーイ
- 夜風の仕業（福岡聖菜のユニットアンダー）
- 嵐の夜には

「僕の夏が始まる」公演
- ウインクの銃弾
- Oh! Baby!（田口愛佳のユニットアンダー）

リバイバル公演「僕の太陽」
- アイドルなんて呼ばないで（石綿星南のユニットアンダー）
- 愛しさのdefence（石綿星南・市川愛美のユニットアンダー）

倉野尾チーム4「サムネイル」公演
- 過ち
- バケット

## 出演

### テレビドラマ
- マジすか学園5（2015年8月25日、日本テレビ）[注 1] - ヘッド 役[26]
- AKBホラーナイト アドレナリンの夜 第19話「恩返し」（2015年12月10日、テレビ朝日） - 主演・由紀 役[27][28]
- 豆腐プロレス 最終話（2017年7月2日、テレビ朝日） - 謎の練習生 役
- マジムリ学園（2018年7月26日 - 9月27日、日本テレビ） - ツヴァイ / 菊池知子 役[29]
- 青きヴァンパイアの悩み（2021年2月8日 - 3月29日、TOKYO MXテレビ） - 香椎未亜 役[30]
- メディウムダイバー（2021年10月3日（2日深夜）、テレビ埼玉） - 主演・有沢鏡子 役[31]
- AKB48の歌 第7話・第8話「ヘビーローテーション」（2022年7月2日・9日、ひかりTVチャンネル）[32]

### バラエティ
- Rの法則（2015年 - 2017年3月、NHK Eテレ） - 第6期R'sメンバー「めぐたん」

### 舞台
- ミュージカル「AKB49〜恋愛禁止条例〜」（2014年9月11日 - 16日、AiiA Theater Tokyo）[33]
- マジすか学園 〜京都・血風修学旅行〜（2015年5月14日 - 19日、アイアシアタートーキョー） - ヘコ 役[34]
- リーディングシアター「恋工場」（2016年9月22日、ベルサール渋谷ガーデン Cホール）[35]
- 舞台版「マジムリ学園」（2018年10月19日 - 28日、日本青年館ホール） - ツヴァイ 役[36]
- 山犬（2019年2月27日 - 3月3日、東京・サンシャイン劇場 / 3月6日 - 10日、大阪・ABCホール） - 石橋直子 役[37][38][39]
- 博多座開場20周年記念公演「仁義なき戦い〜彼女（おんな）たちの死闘編〜」（2019年11月16日 - 24日、博多座） - 神原精一（川地民夫） 役[40][41]
- 少女ヨルハ Ver 1.1a（2020年12月3日 - 6日、東京建物 Brillia HALL） - 六号 役[42][43]
- ミュージカル「悪ノ娘」（2021年10月8日 - 12日、草月ホール） - ジェルメイヌ・アヴァドニア 役[44][45]
- リーディング・コンサート「ベートーヴェン / 届かなかった手紙」（2023年3月16日 - 19日、紀伊國屋ホール） - ジュリエッタ・グイチャルディ 役[46]
- Z-Lion 2024 STAGE「a Novel 文書く show」（2024年7月12日 - 21日、俳優座劇場） - 杏 役[47]
- POCCOPUBRE「ミサイルマン-There is always light behind the clouds-」（2024年10月30日 - 11月4日、シアターサンモール） - ターニャ 役[48]
- 舞台「THRee`S 2025」（2025年1月29日 - 2月3日、かめありリリオホール） - 雪梅 役[49]
- 反乱のボヤージュ（2025年5月6日 - 16日、東京・新橋演舞場 / 6月1日 - 8日、大阪・大阪松竹座） - 田北奈生子 役[50]
- 探偵はロングスリーパー -眠りの社交界と逆夢のアンダーグラウンド-（2025年7月10日 - 13日、シアターサンモール）[51][52]

### ラジオ
- オレたちゴチャ・まぜっ!〜集まれヤンヤン〜（2021年4月25日 - 2022年4月17日、MBSラジオ） - ヤンヤンガールズ13期生

### 広告
- O.C.S.D. 華頂女子高等学校 新制服モデル（2017年1月11日 - ）[53]

### インターネット配信
- マジすか学園5（2015年8月25日 - 10月27日、Hulu） - ヘッド 役[26]
- AKBラブナイト 恋工場 第10話「素敵なバツゲーム」（2016年5月19日、ビデオパス・テレ朝動画） - 主演・菜摘 役[54]

### イベント
- 豆腐プロレス The REAL 2017 WIP CLIMAX in 後楽園ホール（2017年8月29日、後楽園ホール） - ヤバクネ谷口 役[55]
- 関西コレクション 2017 AUTUMN＆WINTER（2017年8月30日、京セラドーム大阪）[56]
- 豆腐プロレス The REAL 2018 WIP QUEENDOM in 愛知県体育館（2018年2月23日、愛知県体育館） - ヤバクネ谷口 役[57]
- レゴ マスター・モデル・ビルダーコンテスト（2021年8月25日、レゴランド・ディスカバリー・センター東京） - 審査員[58]
- 大人のレゴ®ナイト（2021年12月18日、レゴランド・ディスカバリー・センター東京） - 特別ゲスト[59]
- IDOL RUNWAY COLLECTION Supported by TGC（2023年8月7日、国立代々木競技場 第二体育館）[60]

## 書籍

### 写真集
- AKB48 谷口めぐ 1st写真集 可愛さの理由（2022年11月16日、KADOKAWA、撮影：田中智久）ISBN 978-4-04-605849-2[61][18]